# Cyrpoptus reineckei
Cyrpoptus reineckei är en insektsart som beskrevs av Van Duzee 1909. Cyrpoptus reineckei ingår i släktet Cyrpoptus och familjen lyktstritar. Inga underarter finns listade i Catalogue of Life.